# Левенских, Никифор Дементьевич
Никифор Дементьевич Левенских (1880 год, Тыгиш, Екатеринбургский уезд, Пермская губерния, Российская империя — 5 сентября 1956 год, Асбест, Свердловская область, СССР) — Герой Социалистического Труда (1948), звеньевой колхоза «Уральский рабочий» Богдановичского района Свердловской области.

## Биография
Родился в 1880 году в селе Тыгиш Пермской губернии (ныне — Богдановичского района Свердловской области) в крестьянской семье.
В 1929 году стал членом коммуны «Краснополье», позже реорганизованной в колхоз «Уральский рабочий», где работал полеводом до 1953 года.
В 1953 году в результате несчастного случая дом Никифора Дементьевича сгорел, и дочь забрала его жить в город Асбест Свердловской области.
Скончался в 1956 году. Похоронен в Асбесте (захоронение утеряно).

## Награды
За свои достижения был награждён:
- 09.03.1948 — звание Герой Социалистического Труда с золотой медалью Серп и Молот и орден Ленина «за получение высокого урожая пшеницы и ржи в 1947 году» (урожай ржи составил 30,25 центнера с гектара на площади 8,2 гектара).